# Jean Le Marois (auteur)
Pour les articles homonymes, voir Le Marois.
Jean Le Marois est un écrivain, dramaturge et poète français, né le 21 décembre 1895 à Lonrai (Orne) et mort le 25 août 1978 à Deauville (Calvados).

## Biographie

### Famille
Jean Léonor Emmanuel Marie Le Marois est descendant direct du général Jean Le Marois (1776-1836) et de la romancière Germaine de Staël (1766-1817). Arrière-petit-fils du député Jules Polydore Le Marois (1802-1870) et petit-fils de Paul-Gabriel d'Haussonville (1843-1924), il est le fils du comte Jacques Le Marois, propriétaire de chevaux de courses, président de la Société des courses de Deauville et maire de Lonrai, qui donnera son nom au prix Jacques Le Marois.

### Carrière
Il sert comme sous-lieutenant pilote aviateur en durant la Première Guerre mondiale.
Il a dirigé le théâtre Gramont.

### Vie privée
Il épouse la fille de l'homme politique roumain Nicolae Filipescu (en) (1862-1916).

## Œuvres

### Poésie
- 1923 : Ode à un cheval de course, éd. Darantière
- 1923 : Trois Odes, éd. Darantière
- 1926 : Les Célestes, éd. Picart
- 1927 : Ode aux voiles du Nord, lettre-préface de Drieu La Rochelle, traduction anglaise par Stephen Vincent Benét, Paris, Jonquières
- 1943 : Élégie secrète, éd. NRF
- 1948 : Les Chevaux du soleil, éd. Imprimerie nationale
- 1967 : La Couronne d'Apollon, éd. Perret-Gentil
- 1974 : Les Stances de Mai, éd. de la Revue moderne

### Récits, contes et nouvelles
- 1961 : Les Contes pour Lorette, éd. Mourousy
- 1961 : Le Bal des escargots, éd. Mourousy

### Roman
- 1970 : Les Mémoires d'une ombre ou Alcibiade vivant, éd. A. Bonne

### Théâtre
- 1933 : Marc-Aurèle, théâtre de l'Avenue
- 1934 : Intermèdes, château de Coppet
- 1959 : Alexandre, Festival d'Athènes
- 1959 : Le soleil est-il méchant ?, théâtre Hébertot
- 1960 : Alexandre le solitaire ou la Voie lactée, Festival d'Avenches
- 1962 : La Ville en fête, théâtre Montansier
- 1956 : La Belle Dame sans merci, théâtre Hébertot ; reprise au théâtre de l'Odéon en 1965
- 1965  : Un soir de juin
- 1966 : Marc-Aurèle a disparu, théâtre Charles-de-Rochefort
- 1966 : Un amour à quatre pattes ou le Petit Chow
- 1967 : La Dernière Nuit d'André Chénier, théâtre des Mathurins
- 1972 : L'Ingénu d'Auteuil, théâtre La Bruyère